# Aeroporto di Banjul-Yundum
L'Aeroporto Internazionale di Banjul, anche conosciuto come Yundum International (IATA:BJL, ICAO:GBYD), è l'aeroporto di Banjul, capitale della Repubblica del Gambia. Nel 2004 vi sono transitati 310.719 passeggeri.
Il Banjul International è stato selezionato come pista di atterraggio alternativa nel caso di un'emergenza per uno degli Space Shuttle della NASA.

## Galleria d'immagini

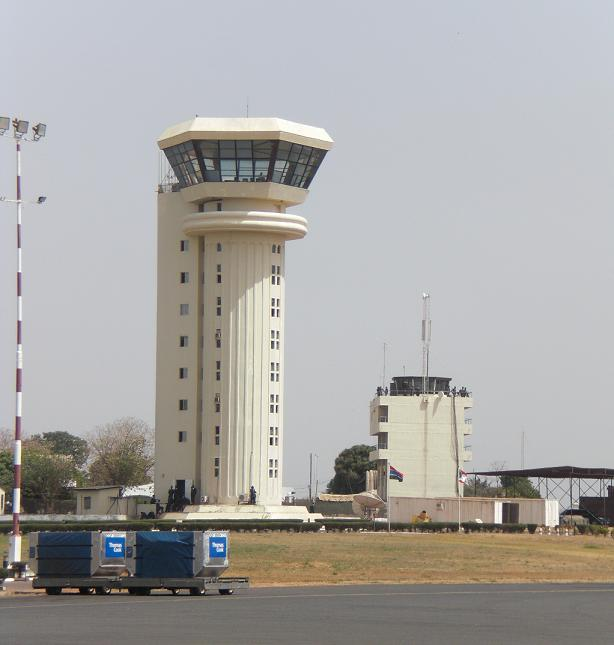
Nuova e vecchia torre di controllo dell'aeroporto di Banjul.

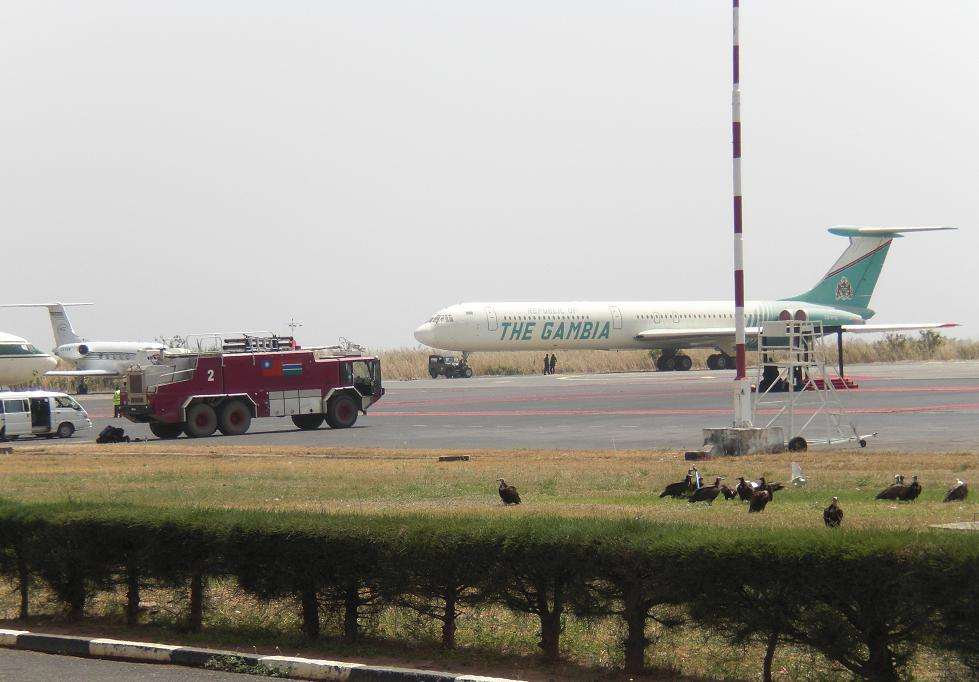
Aereo di stato del Gambia.
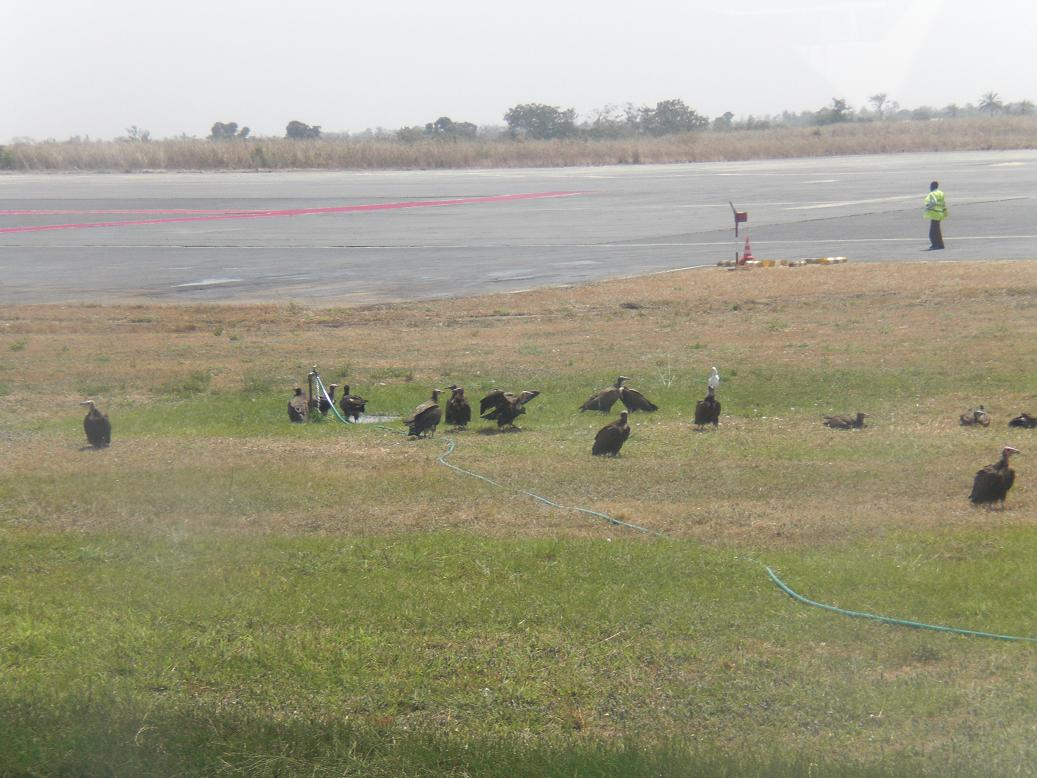
Avvoltoi all'aeroporto di Banjul.
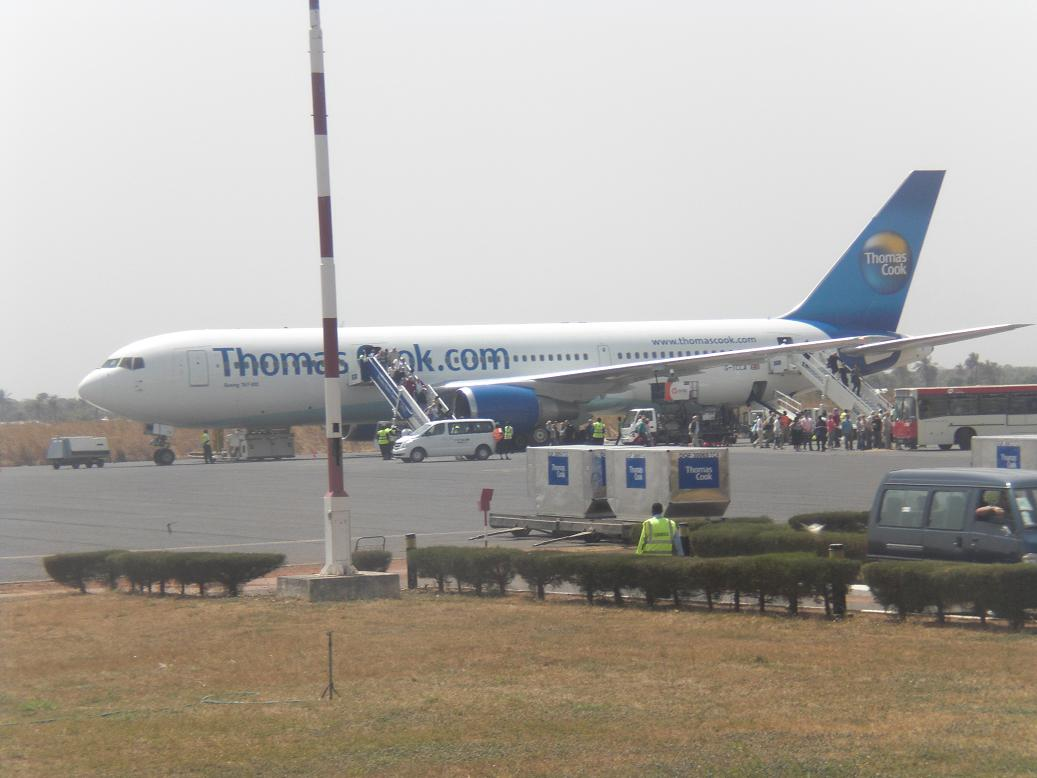
Un 767-300 al Banjul International (febbraio 2009).